# James W. Symington
James Wadsworth Symington (ur. 28 września 1927 w Rochester) – amerykański polityk, członek Partii Demokratycznej.

## Działalność polityczna
Od 1966 do 1968 był szefem protokołu w administracji prezydenta Johnsona. W okresie od 3 stycznia 1969 do 3 stycznia 1977 przez cztery kadencje był przedstawicielem 2. okręgu wyborczego w stanie Missouri w Izbie Reprezentantów Stanów Zjednoczonych.
Jego ojcem był Stuart Symington.